# Мичків
Мичків (пол. Myczków) — бойківське село в Польщі, у гміні Солина Ліського повіту Підкарпатського воєводства, на прадавніх етнічних українських територіях. Населення — 534 особи (2011).

## Історія
Поселення закріпачене на волоському праві до 1580 року як шляхетська власність Балів. До 1772 року село перебувало в Сяноцькій землі Руського воєводства.
У 1772—1918 роках село було у складі Австро-угорської монархії, у провінції Королівство Галичини та Володимирії. У 1880 році в селі мешкало 303 особи (212 греко-католиків, 77 римо-католиків і 14 юдеїв).
У 1919—1939 роках село входило до Ліського повіту Львівського воєводства. На 1 січня 1939 року у селі мешкало 630 осіб (430 українців-греко-католиків, 130 українців-римокатоликів, 40 поляків, 20 польських колоністів міжвоєнного періоду і 10 євреїв).
Після Другої світової війни польська влада провела етноцид українців. У 1947 році під час операції Вісла депортовано на понімецькі землі Польщі всіх українців: 10—15 травня — 453, а 20—25 травня — 210.
У 1975—1998 роках село належало до Кросненського воєводства.

### Церква Успіння Пресвятої Богородиці
Церква філіальна, парафії с. Полянчик Балигородського деканату. Мурована, збудована у 1899 році замість попередньої дерев'яної церкви святої Параскеви. Після виселення українців використовувалась як склад. З 1977 року використовується як костел.

## Демографія
Демографічна структура станом на 31 березня 2011 року:
|          | Загалом | Допрацездатний вік | Працездатний вік | Постпрацездатний вік |
| -------- | ------- | ------------------ | ---------------- | -------------------- |
| Чоловіки | 268     | 61                 | 178              | 29                   |
| Жінки    | 266     | 46                 | 164              | 56                   |
| Разом    | 534     | 107                | 342              | 85                   |